# Daughters (песня Джона Мейера)
«Daughters» (Дочери) — песня американского рок-музыканта и автора песен Джона Мейера с его второго студийного альбома Heavier Things (2003). Песня была написана самим певцом, а продюсером стал Jack Joseph Puig. Удостоена нескольких наград и номинаций, включая Грэмми в категории Лучшая песня года (2005).

## История
Песня посвящена дочерям и их воспитанию отцами, о влиянии их отношений на будущее взаимоотношения с мужчинами. Сингл возглавил американский поп-чарт US Billboard Adult Pop Songs, а 11 июня 2004 года он дебютировал на № 68 в Billboard Hot 100, достигнув в итоге 19 места и оставаясь в чарте 23 недели.
В 2005 году песня получила 2 музыкальных премии Грэмми в категориях Лучшая песня года и Лучшее мужское вокальное поп-исполнение. Премия ASCAP Awards от Американского общества композиторов, авторов и издателей (ASCAP) в категории Most Performed Songs.
Суммарный тираж сингла к маю 2013 года составил 1,007,000 копий в США. По итогам года песня вошла в список 100 лучших песен года в США (№ 83 в Billboard Year-End Hot 100 singles of 2005)

## Список композиций

### Оригинальный релиз
1. «Daughters» — 3:59
2. «Come Back to Bed» — 11:56 (живое исполнение в C.W. Mitchell Pavilion, 24.07.2004)
3. «Home Life» (David LaBruyere/Mayer) — 6:50 (живое исполнение в Shoreline Amplitheaer, 16.07.2004)

### Перевывпуск
1. «Daughters» — 3:59
2. «Daughters» (Electric guitar mix) — 3:59
3. «Daughters» (Home demo) — 4:07

## Участники записи
- Джон Мейер — вокал, гитара
- Ленни Кастро — перкуссия
- Джами Мухоберак — пианино

## Чарты
| Чарт (2004-05)                                 | Высшая позиция |
| ---------------------------------------------- | -------------- |
| Австралия Australia ARIA Top 40 Digital Tracks | 53             |
| Нидерланды (Single Top 100)                    | 29             |
| США (Billboard Hot 100)                        | 19             |
| США (Billboard Adult Alternative Songs)        | 6              |
| США (Billboard Adult Contemporary)             | 2              |
| США (Billboard Adult Pop Airplay)              | 1              |
| США (Billboard Pop Airplay)                    | 19             |

## Сертификации
| Регион | Сертификация  | Продажи   |
| --- | ------------- | --------- |
| Австралия (ARIA) | Золотой       | 35 000    |
| США (RIAA) | 2× Платиновый | 2 000 000 |
| ^ Данные о тиражах приведены только на основе сертификации. · Данные о продажах + прослушиваниях приведены только на основе сертификации. |               |           |